# Северные восточночадские языки
Се́верные восточноча́дские языки́ — языки чадской семьи, распространённые в центральных и восточных районах Чада. Представляют одну из двух подветвей наряду с южной в составе восточночадской языковой ветви. В классификации афразийских языков британского лингвиста Роджера Бленча (Roger Blench) и в классификации, опубликованной в справочнике языков мира Ethnologue, северные восточночадские языки обозначены как языки подветви B.
 В большинстве классификаций выделяются языковые группы: сокоро (или B3), дангла (или B1.1), муби (или B1.2) и язык мокулу (джонкор) (или B2).

## Классификация
1. В классификации Роджера Бленча северные восточночадские языки, обозначаемые как подветвь языков B (англ. B Branch, B subbranch), включают три языковые группы и язык мокилко (который представляет самостоятельную языковую единицу, равную по рангу остальным трём группам). В качестве предположения к северной восточночадской подветви отнесён неклассифицированный язык кудьярге (куджарге, куджарке)[2]:
  - Язык мокилко (мокулу, джонкор);
  - Группа дангла: дангла (дангалеат), мабире, уби, мигама, бидийа (бидийо), мусуные, джонкор бурматагуил, могум;
  - Группа муби: биргит, муби, масмадже, каджаксе, джелькунг, торам, зиренкель;
  - Группа сокоро: сокоро, темки, мауа, барайн (барейн), саба;
  - Язык кудьярге (куджарге, куджарке).

Язык джелькунг, возможно, является диалектом языка саба группы сокоро.
1. В классификации, опубликованной в работе С. А. Бурлак и С. А. Старостина «Сравнительно-историческое языкознание», северные восточночадские языки также включают три группы и отдельно от них язык мокулу (джонкор) (у Роджера Бренча приводится вариант названия этого языка — мокилко)[1]:
  - Группа сокоро: сокоро, барейн, саба;
  - Группа дангла: дангалеат, мигама, бидийо;
  - Язык мокулу (джонкор);
  - Группа муби: джегу, биргит, муби, торам, масмадже.

1. В классификации, представленной в статье В. Я. Порхомовского «Чадские языки» (Лингвистический энциклопедический словарь), языковые группы северных восточночадских языков обозначены как подгруппы[4]:
  - Подгруппа сокоро: сокоро (беданга), барейн, саба;
  - Подгруппа дангла: дангла (дангалеат, карбо), мигама и другие языки;
  - Подгруппа мокулу: мокулу;
  - Подгруппа муби: муби, джегу, биргит и другие языки.

1. В классификации восточночадских языков, опубликованной в справочнике языков мира Ethnologue, северные восточночадские языки, обозначенные как группа языков B, делятся на три подгруппы, из которых мокулу представлена одни языком, а в подгруппе B.1 объединены языки дангла и муби[3]:
  - B.1:
    - 1: бидийо, дангалеат, джонкор бурматагуил, мабире, мауа, мигама, могум, уби;
    - 2: биргит, масмадже, каджаксе, муби, торам, зиренкель.

  - B.2: мокулу.
  - B.3: барейн, саба, сокоро, темки.

1. Чешский лингвист Вацлав Блажек (Václav Blažek) в работе Jazyky Afriky v přehledu genetické klasifikace приводит следующую классификацию северных восточночадских языков[5]:
  - 1: сокоро, мауа, уби, барайн, саба, тамки.
  - 2: мокилко (мокулу).
  - 3: дангла, бидийа, мигама, джегу, биргит; муби (миниджиле), масмадже, каджаксе, торам, зиренкель.

## Ареал и численность
Область распространения северных восточночадских языков размещена в центральных и восточных районах Чада.
Группа языков сокоро и язык мокулу расположены в юго-восточной части ареала северных восточночадских языков в регионе Гера. Группа языков дангла занимает центральную часть ареала в регионе Гера (за исключением языка джонкор бурматагуил, который распространён в регионе Саламат). Северо-восточные и восточные части ареала северных восточночадских языков занимает группа муби в четырёх сопредельных чадских регионах — Батха, Гера, Саламат и Ваддай.